# Sonidosaurus

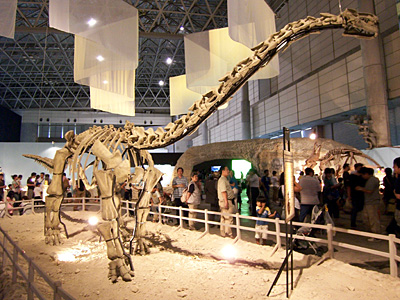
Een skeletmodel van Sonidosaurus

Sonidosaurus is een geslacht van sauropode dinosauriërs, behorend tot de groep van de Titanosauria, dat tijdens het Late Krijt leefde in het huidige Binnen-Mongolië. De enige benoemde soort is Sonidosaurus saihangaobiensis.

## Vondst en naamgeving
In 2001 vond een expeditie door het departement grondstoffen van het autonoom gebied Binnen-Mongolië in Sonid Zuoqi een skelet van een sauropode. In april 2005 speelden de paleontologen Xu Xing en Tan Lin de ontdekking na voor de camera van een Japanse televisieploeg. Geheel toevallig vond Xu daarbij het dijbeen van Gigantoraptor die dus een leefgenoot van de sauropode was.
De typesoort Sonidosaurus saihangaobiensis is in 2006 benoemd en beschreven door Xu Xing, Zhang Xiaohong, Tan Qingei, Zhao Xijin en Tan Lin. De geslachtsnaam is een verwijzing naar de regio Sonid. De soortaanduiding verwijst naar het district Saihangaobi.
Het fossiel, holotype LH V 0010, is gevonden in een laag zandsteen die eerst geplaatst werd in de Erlianformatie, waarvan de datering problematisch is maar in ieder geval in het Senonien valt, 90 tot 65 miljoen jaar oud. Later werd dat herzien tot de Iren Dabasoe-formatie die dateert uit het Campanien-Maastrichtien, ongeveer zeventig miljoen jaar oud. Het omvat vijf ruggenwervels, de laatste sacrale wervel, een voorste staartwervel, een chevron, ribben en het bekken op het rechterschaambeen na. Het betreft een volwassen individu. Het maakt deel uit van de collectie van het Long Hao Geologic and Paleontological Research Center.

## Beschrijving

### Grootte en onderscheidende kenmerken
Sonidosaurus was een vrij kleine plantenetende sauropode. Het holotype van Sonidosaurus was, naar schatting van de beschrijvers, bij leven ongeveer negen meter lang. Dat wijst op een gewicht van rond de drie ton.
De beschrijvers stelden enkele onderscheidende kenmerken vast. Sommige daarvan waren autapomorfieën, unieke afgeleide eigenschappen. Bij de achterste ruggenwervels loopt van het achterste gewrichtsuitsteeksel uit een dikke richel naar beneden over de zijkant van de wervelboog. Bij de achterste ruggenwervels loopt dwars tussen de voorste richel die het wervellichaam met de parapofyse verbindt en de buitenzijde van de richel die van het wervellichaam naar het achterste gewrichtsuitsteeksel loopt, nog een extra richel. De voorste staartwervels hebben schuin naar voren en beneden uitstekende zijuitsteeksels met twee opvallende groeven in de achterrand.
Van alle andere bekende Titanosauria verschilt Sonidosaurus door hoge wervelbogen op de middelste en achterste ruggenwervels, een eigenschap die gedeeld wordt met de Diplodocoidea; door een gevorkte richel die van het wervellichaam naar het achterste gewrichtsuitsteeksel loopt; en door overdwars verbrede, plaatvormige, doornuitsteeksels op de middelste en achterste ruggenwervels.

### Skelet
Sonidosaurus toont een mengeling van geavanceerde en primitieve kenmerken, waardoor hij ons wellicht duidelijkheid kan verschaffen over de evolutie binnen de Titanosauriformes.
De ruggenwervels zijn sterk opisthocoel, met een bolle voorkant en holle achterkant, en langer dan hoog. Op de zijkant hebben ze een grote oogvormige en laag geplaatste pleurocoel, een typisch titanosaurisch kenmerk. Door deze pneumatische uitholling heen bereikten uitlopers van de luchtzakken van de achterste buikholte het binnenste van de wervel. De wervelboog is opvallend hoog maar het doornuitsteeksel erop is juist laag. Deze processus spinosus heeft de vorm van een plaat die overdwars gericht is. De plaat is dus overdwars breed en van voor naar achter kort. Daarnaast is de plaat zadelvormig door een verlaagd middenstuk van de top. Dit werd gezien als een begin van een gevorkte bouw. Het systeem van richels of laminae van de wervels is goed ontwikkeld en de gebruikelijke hoofdstructuren zijn alle aanwezig. Dat is een basaal kenmerk want die willen bij titanosauriërs nogal eens gereduceerd zijn. Alleen de voorste richel op de onderzijde van het zijuitsteeksel ontbreekt. De achterste richel is niet gevorkt en loopt schuin naar achteren in plaats van verticaal. Het doornuitsteeksel heeft een verticale richel op de voorzijde die helemaal naar onderen doorloopt en met een extra richel is verbonden aan het zijuitsteeksel. Een systeem van hyposfeen-hypantrum-verbindingen, waarmee de wervels als het waren in elkaar klikken, ontbreekt, een afgeleid kenmerk. De vrij lange voorste staartwervel was kennelijk opisthocoel want het achterfacet van de bewaarde laatste sacrale wervel van het heiligbeen is hol. Ook de gevonden andere voorste staartwervel is opisthocoel. Dat is een basaal kenmerk want afgeleide titanosauriërs staan bekend om hun procoele staartwervels. Het kenmerk wordt gedeeld, zoals haar naam al aangeeft met Opisthocoelicaudia. Het zijuitsteeksel van deze staartwervel is hoog en horizontaal afgeplat; het uiteinde is naar voren en beneden gebogen. De onderzijde van de wervel is bol, zonder lengtetrog. De wervelboog van de staartwervel ia opvallend hoog. De gevonden chevron of haemaalboog is bovenaan niet overbrugd door een dwarsverbinding.
Het darmbeen is gepneumatiseerd wat buiten de vogels zeldzaam is bij dinosauriërs maar ook bij enkele andere titanosauriërs is vastgesteld. Het vrij korte voorblad van het darmbeen is 50° naar buiten gedraaid om de buikholte te verbreden. De onderrand van het voorblad steekt schuin omlaag maar heeft geen afhangende punt. Die rand is ook verdikkend omhoog geroteerd, zodanig dat de buitenwand schuin omhoog gericht wordt. Het aanhangsel voor het zitbeen heeft een bult op de buitenste zijkant. Het schaambeen is langer dan het zitbeen. Beiden hebben een hoog gezamenlijk raakvlak dat 60% van de lengte van beide elementen uitmaakt. Het zitbeen kromt achteraan sterk naar boven

## Fylogenie
Sonidosaurus werd in 2006 in de Titanosauria geplaatst, zij het zonder exacte cladistische analyse. Die plaatsing past goed bij de geologische leeftijd en de locatie van het dier. Enkele latere analyses vonden het in de Lithostrotia.